# لویگارتالور
لویگارتالور (به لاتین: Laugardalur؛ تلفظ ایسلندی: [ˈløi:ɣarˌta:lʏr̥]‏) یک منطقهٔ مسکونی در ایسلند است که در ریکیاویک واقع شده‌است.
لویگارتالور ۶٫۴ کیلومتر مربع مساحت و ۱۵٬۰۰۰ نفر جمعیت دارد.